# Великооктябрьский
Великооктя́брьский — посёлок городского типа в Фировском районе Тверской области России.
Вместе с деревней Большое Эскино образует Великооктябрьское городское поселение в составе муниципального района. Кроме того, пгт является одновременно центром Великооктябрьского сельского поселения, не входя в его состав.

## География
Расположен на реке Цна, в 187 км к северо-западу от областного центра и в 13 км от районного центра — посёлка Фирово. Железнодорожная ветка от станции Фирово (линия Бологое — Соблаго).

## Население
| 1959  | 1970  | 1979  | 1989  | 2002  | 2009  | 2010  | 2012  | 2013  |
| ----- | ----- | ----- | ----- | ----- | ----- | ----- | ----- | ----- |
| 2731  | ↗3078 | ↗3173 | ↘3019 | ↘2659 | ↘2472 | ↘2273 | ↘2252 | ↘2173 |
| 2014  | 2015  | 2016  | 2017  | 2018  | 2019  | 2020  | 2021  |       |
| ↘2091 | ↘2039 | ↘2011 | ↘1930 | ↘1903 | ↘1869 | ↘1830 | ↗2068 |       |

## История
Возник как посёлок Цнинский завод при стекольном заводе.
Статус посёлка городского типа — с 1941 года.
Распоряжением Правительства РФ от 29 июля 2014 года № 1398-р «Об утверждении перечня моногородов» пгт включён в категорию «Монопрофильные муниципальные образования Российской Федерации (моногорода) с наиболее сложным социально-экономическим положением».

## Экономика
Стекольный завод «Востек» (основан в 1832, выпускал листовое стекло, по состоянию на 2012 год не работал).